# Chaineux
Chaineux is een dorp in de Belgische provincie Luik en een deelgemeente van de stad Herve, het was een zelfstandige gemeente tot aan de gemeentelijke herindeling van 1977. Chaineux ligt drie kilometer ten zuidoosten van het centrum van Herve.

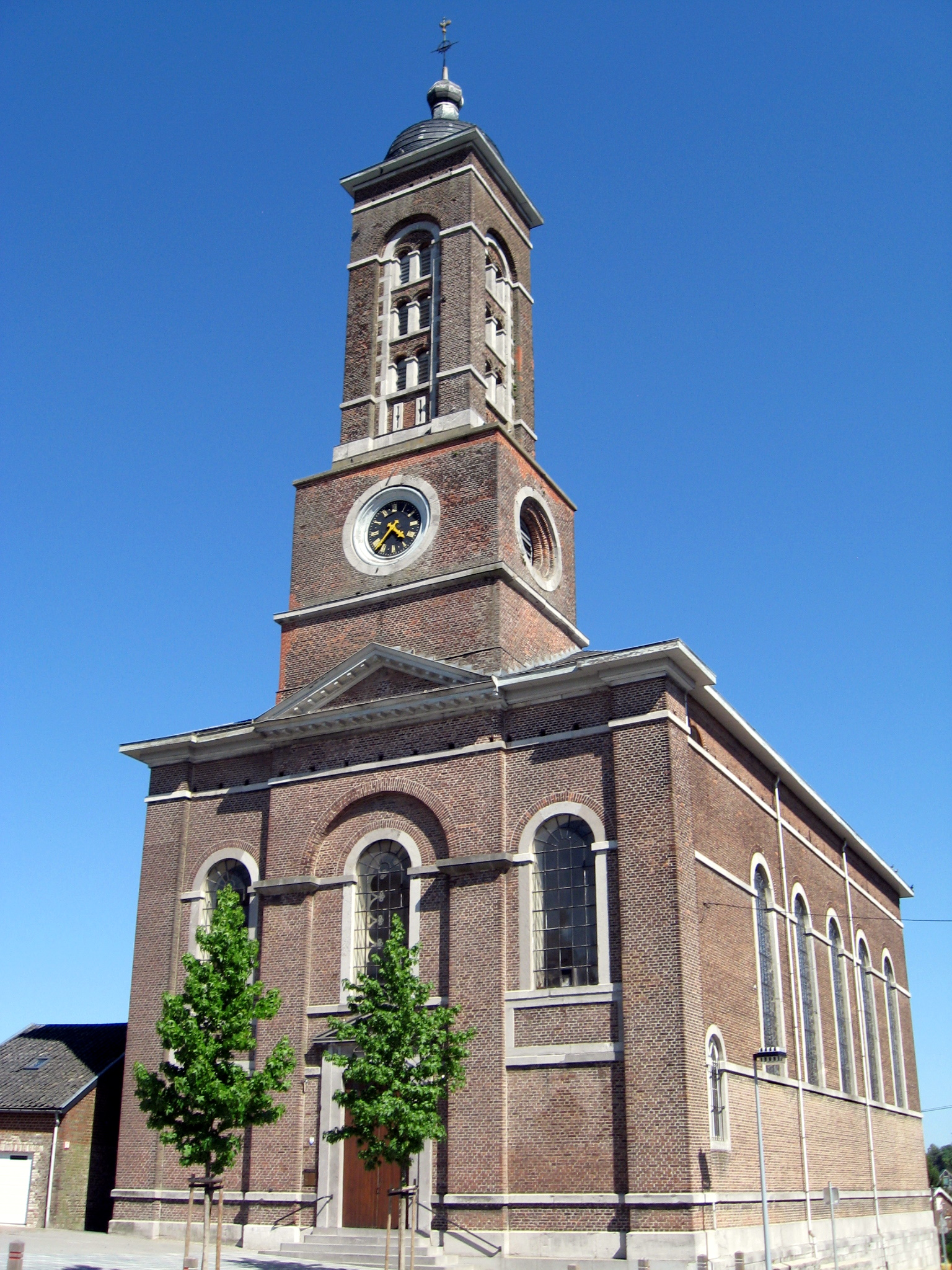
Sint-Gilliskerk

## Geschiedenis
Tot de opheffing van het hertogdom Limburg hoorde Chaineux tot de Limburgse hoogbank Herve. Net als de rest van het hertogdom werd Chaineux bij de annexatie van de Zuidelijke Nederlanden door de Franse Republiek in 1795 opgenomen in het toen gevormde departement Ourthe.
In de 17e en 18e eeuw kwam het dorp tot bloei door de wolindustrie, waarbij vooral de families De Bosse en Hauzeur kunnen worden vermeld. Dezen lieten aanzienlijke woningen bouwen.
Chaineux behoorde tot de gemeente Battice, maar werd in 1869 afgesplitst als zelfstandige gemeente.
Bij de gemeentelijke fusies van 1977 werd Chaineux een deelgemeente van Herve. In 1964 kwam het verkeersknooppunt Battice tot stand.

## Demografische ontwikkeling
- Bronnen:NIS, Opm:1831 tot en met 1970=volkstellingen; 1976 = inwoneraantal op 31 december

## Bezienswaardigheden
- De Sint-Gilliskerk
- De Sint-Agathakapel

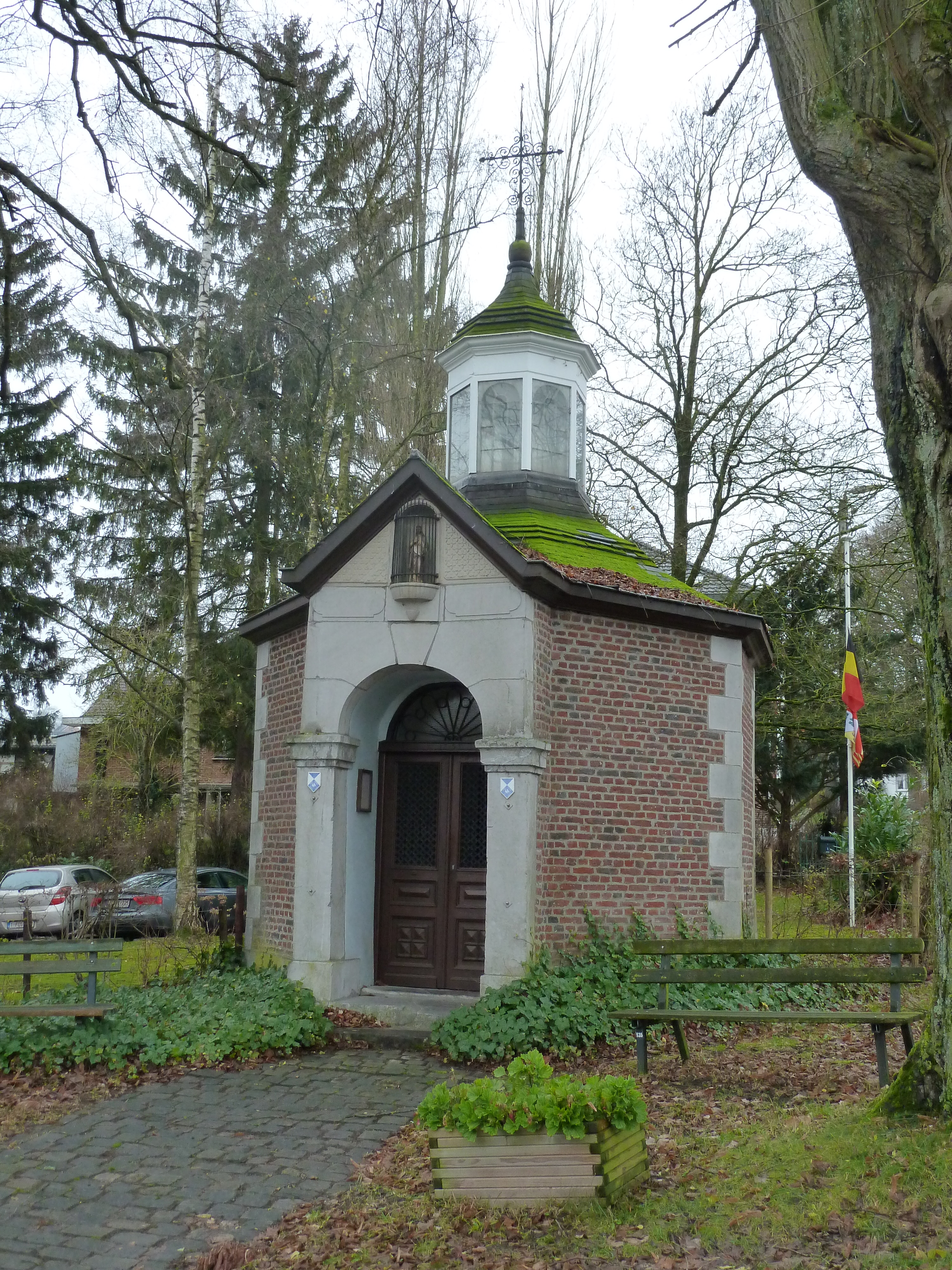
Sint-Agathakapel
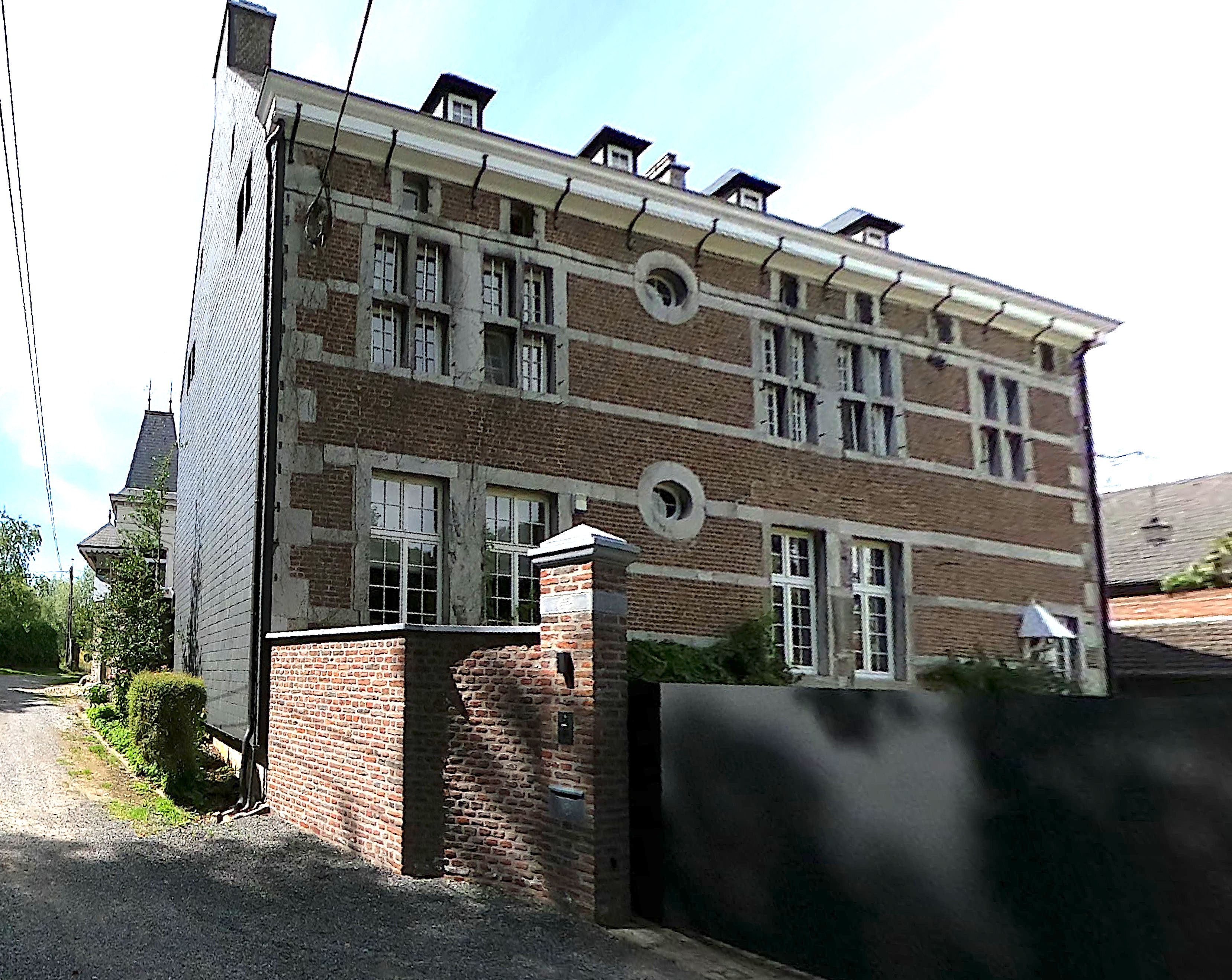
Kasteel van de Marronniers (de Bosse)
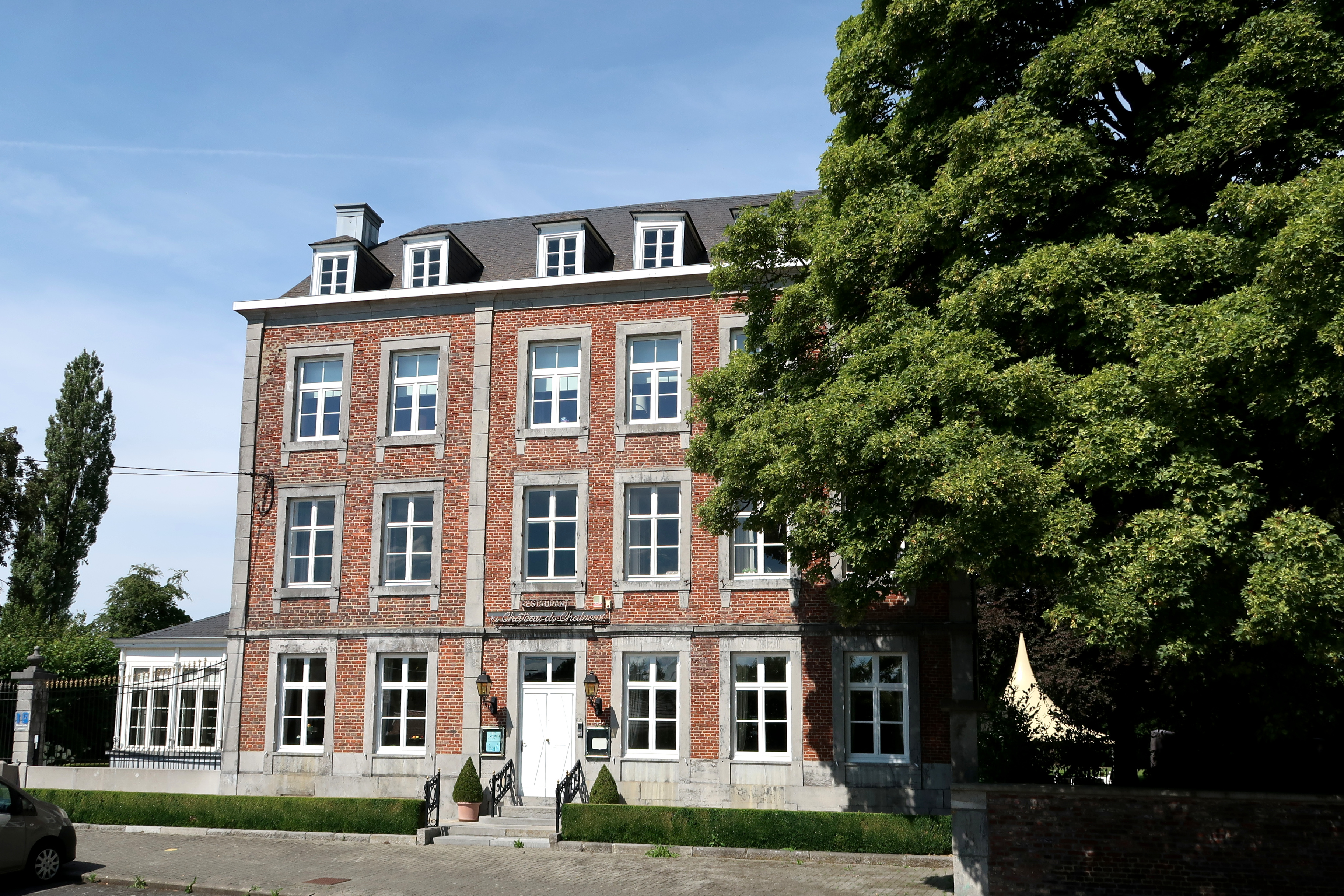
Kasteel van Chaineux
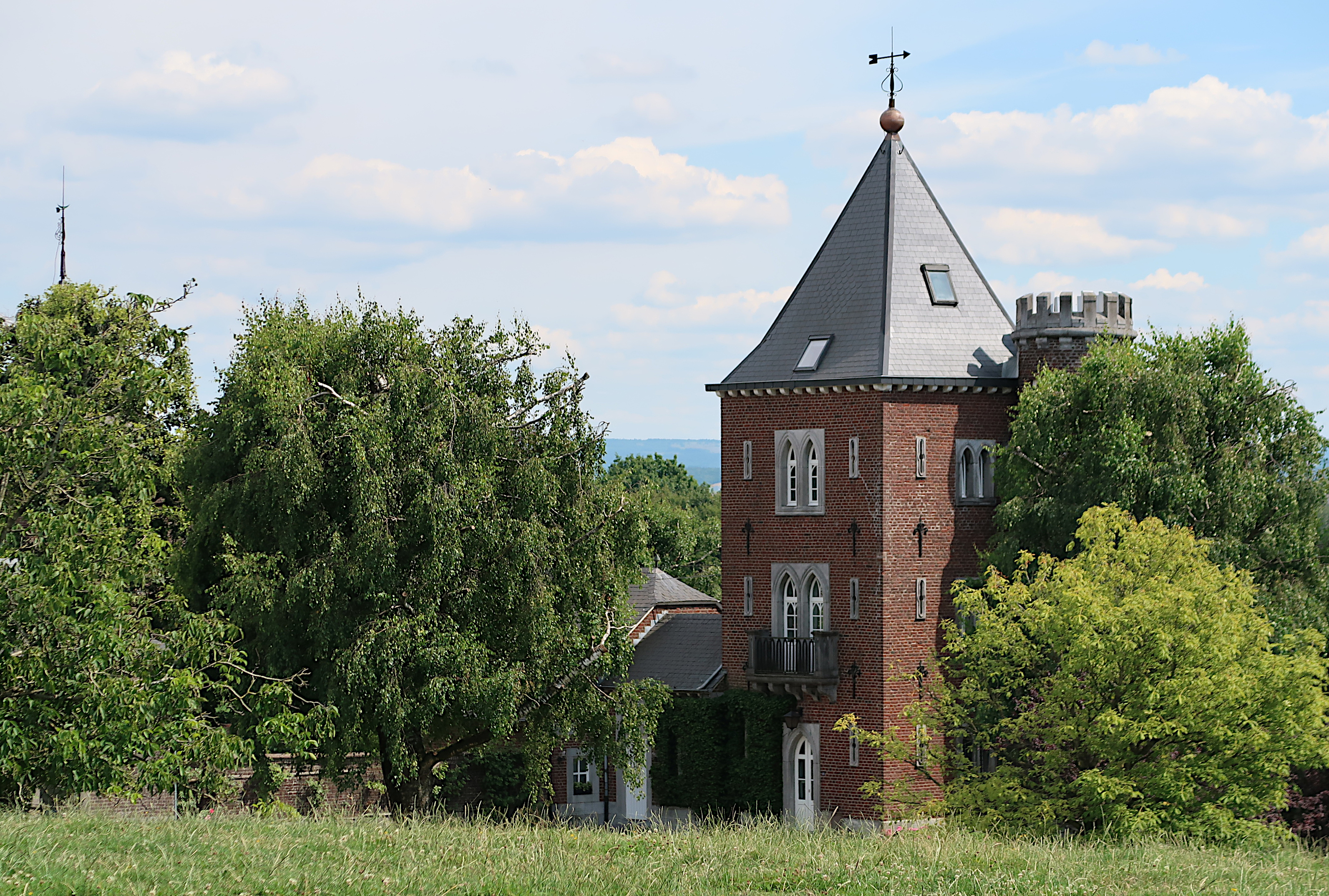
Toren van Rosay
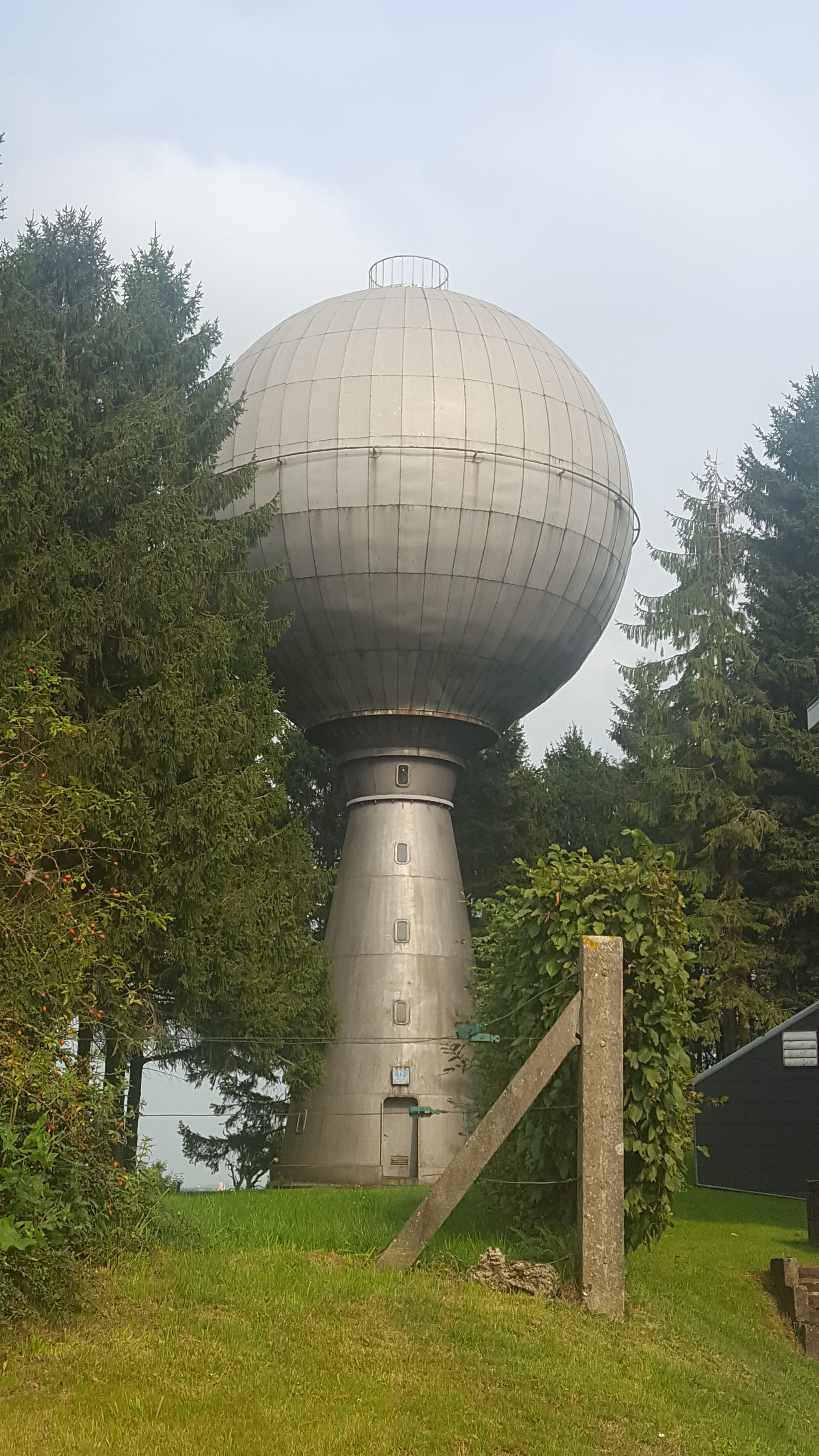
Watertoren

## Natuur en landschap
Chaineux ligt op het Plateau van Herve, op een hoogte van ongeveer 260 meter. De omgeving is landelijk, maar het in de  onmiddellijke nabijheid gelegen Knooppunt Battice heeft het oorspronkelijke landschap sterk doorsneden.

## Verkeer en vervoer
Op het grondgebied van Chaineux bevindt zich de verkeerswisselaar van Battice, waar de A27/E42 aansluit op de A3/E40.

## Nabijgelegen kernen
Herve, Manaihant, Petit-Rechain, Dison, Battice, Thimister
Deelgemeente: Battice · Bolland · Charneux · Chaineux · Grand-Rechain · Herve · Julémont · Xhendelesse

Overige kernen: Asse · Bellefontaine · Bruyères · Gurné · Holliguette · Hubertfays · José · Les Fawes · Manaihant · Noblehaye  · Renouprez · Sauvenière · Xhéneumont

Belgische gemeenten · arrondissement Verviers · provincie Luik · Wallonië